# Nonnosius Madlseder
Nonnosius Madlseder (auch Nonnos, Nonodus oder Nonnosus Johannes Baptist Madlseder) (* 20. Juni 1730 in Meran; † 3. April 1797 in Andechs) war Benediktinerpater und Kirchenkomponist im Kloster Andechs.

## Leben
Madlseder stammte aus Meran. Er erhielt seine Schulbildung in Hall in Tirol, im Kloster Polling und im Kloster Weihenstephan.
1749 trat er in Kloster Andechs ein. Dort erhielt er seine musikalische Ausbildung von Gregor Schreyer. Nach dessen Tod 1767 wurde Madlseder sein Nachfolger als Chorleiter und Lehrer. Madlseder verfasste Psalmen, Offertorien, Verspern und andere Musik für den liturgischen Gebrauch, die auch im Druck erschienen. Er starb in Andechs, wo er zuletzt auch Subprior war.